# Jiří Vávra (fotbalista)
Jiří Vávra (* 6. března 1975) je bývalý český fotbalový záložník a reprezentant.

## Klubová kariéra
S fotbalem začínal v FC Slovan Liberec, na vojně hrál za FK Dukla Praha. Po vojně hrál za SK Slavia Praha. Ze Slávie přestoupil do izraelského týmu Maccabi Haifa. Po návratu hrál ligu za FK Jablonec a hostoval v Příbrami. Po odchodu z Jablonce hrál za Viktorii Žižkov. Na závěr kariéry hostoval v Báči ve slovenské druhé lize.
Se Slávií se dostal do semifinále Poháru UEFA 1995/96, když 19. března 1996 v odvetě čtvrtfinále proti AS Řím vstřelil rozdílový gól.
V sezóně 1995/96 se Slavií získal ligový titul a v sezóně 2001/02 získal v Gambrinus lize třetí místo s Viktorií Žižkov. V české nejvyšší lize odehrál 173 utkání a dal 12 gólů.
Po skončení aktivní hráčské kariéry hrál divizi ve Spolaně Neratovice a poté za SK Viktorie Jirny.

## Reprezentační kariéra
V české jedenadvacítce nastoupil v 16 utkáních a vstřelil 2 góly.
V českém reprezentačním A-mužstvu debutoval 18. května 1995 v přátelském utkání proti domácímu Slovensku, které skončilo remízou 1:1. Byl to jeho jediný start v českém národním týmu.

## Ligová bilance
| Ročník                          | Zápasy | Góly | Klub               |
| ------------------------------- | ------ | ---- | ------------------ |
| 1. česká fotbalová liga 1993/94 | 21     | 2    | FK Dukla Praha     |
| 1. česká fotbalová liga 1994/95 | 23     | 2    | SK Slavia Praha    |
| 1. česká fotbalová liga 1995/96 | 26     | 3    | SK Slavia Praha    |
| 1. česká fotbalová liga 1996/97 | 28     | 4    | SK Slavia Praha    |
| Gambrinus liga 1997/98          | 3      | 0    | SK Slavia Praha    |
| 1. izraelská liga 1997/98       | 16     | 0    | Maccabi Haifa FC   |
| Gambrinus liga 1998/99          | 22     | 1    | FK Jablonec        |
| Gambrinus liga 1999/00          | 20     | 0    | FK Jablonec        |
| Gambrinus liga 2000/01          | 12     | 0    | FK Jablonec        |
| Gambrinus liga 2000/01          | 5      | 0    | FC Marila Příbram  |
| Gambrinus liga 2001/02          | 10     | 0    | FK Viktoria Žižkov |
| Gambrinus liga 2002/03          | 3      | 0    | FK Viktoria Žižkov |
| CELKEM                          | 189    | 18   |                    |